# Романовка (Леовский район)
Романовка (рум. Romanovca) — село в Леовском районе Молдавии. Относится к сёлам, не образующим коммуну.

## География
Село расположено на высоте 39 метров над уровнем моря.

## Население
По данным переписи населения 2004 года, в селе Романовка проживает 536 человек (273 мужчины, 263 женщины).
Этнический состав села:
| Национальность | Число жителей | Процентный состав |
| -------------- | ------------- | ----------------- |
| молдаване      | 528           | 98.51             |
| гагаузы        | 5             | 0.93              |
| русские        | 1             | 0.19              |
| евреи          | 1             | 0.19              |
| болгары        | 1             | 0.19              |
| Всего          | 536           | 100%              |